# 橘清友
橘 清友（たちばな の きよとも）は、奈良時代後期の貴族・歌人。名は浄友とも書く。参議・橘奈良麻呂の子。仁明天皇の外祖父。官位は正五位上・内舎人、贈正一位・太政大臣。

## 経歴
天平宝字2年（758年）父・奈良麻呂が橘奈良麻呂の乱で処刑された直後に誕生する。
宝亀8年（777年）良家の子息でかつ容儀が逞しく立派であったため、若年ながら渤海使の接待を行うこととなる。その際、渤海大使の史都蒙は清友を見て、「あなたは骨相から見ると子孫は繁栄するが、あなた本人は32歳で厄があるでしょう」と言ったという。延暦5年（786年）内舎人となったが、3年後の延暦8年（789年）に史都蒙の予言通り、32歳で病により自邸で没した。
平安時代に入り、弘仁6年（815年）に娘・嘉智子が嵯峨天皇の皇后に立てられた際に、清友は従三位の位階を贈られる。天長10年（833年）には嘉智子所生の正良親王が即位（仁明天皇）したことから、その外祖父として正一位の贈位を受け、承和6年（839年）には太政大臣の官職が贈られている。
勅撰歌人として、『古今和歌集』に1首が採録されている。
また、堯智『古今和歌集陰名作者次第』では、古今和歌集の「読人知らず」の「君が代」の詠み人ではないかとしている。

## 人物
若い頃より落ち着いて物事に動じない性格で、多くの書物を読み漁った。六尺二寸（188cm）の長身で、眉目はまるで書いたようにはっきりしていた。また立ち居振る舞いも非常に立派であったという。

## 系譜
- 父：橘奈良麻呂
- 母：粟田人上の娘
- 妻：粟田小松泉子
  - 七男：橘氏公（783-848）
- 妻：田口氏の女
  - 女子：橘嘉智子（786-850） - 嵯峨天皇皇后、仁明天皇母
- 生母不明の子女
  - 男子：橘氏人（?-845）
  - 男子：橘弟氏（?-842）
  - 女子：橘安万子（?-817） - 藤原三守室、贈従三位、典侍